# Kościół św. Michała Archanioła w Świadościach
Kościół św. Michała Archanioła w Świadościach – katolicki kościół w Świadościach (Litwa).
Z fundacji Mikołaja Krzysztofa Radziwiłła zbudowano w 1574 w Świadościach nieduży kościół murowany. W latach 1794–1799 dobudowano do niego część drewnianą. Dawny kościół stał się lewym z ramion transeptu. Kościół odnawiano w 1930.
Po przebudowie kościół jest trzynawowy z transeptem, na planie krzyża z pięciobocznym prezbiterium oraz zakrystią. Nad wejściem znajduje się niewielka ośmioboczna wieżyczka z kopułą w stylu bizantyjskim.
We wnętrzu główny ołtarz z 1794, drewniany, polichromowany, w stylu barokowo-klasycystycznym i kilka obrazów z XVIII-XIX wieku.
Przy kościele murowana dzwonnica z 1863 i neogotycka kaplica grobowa z 1848.

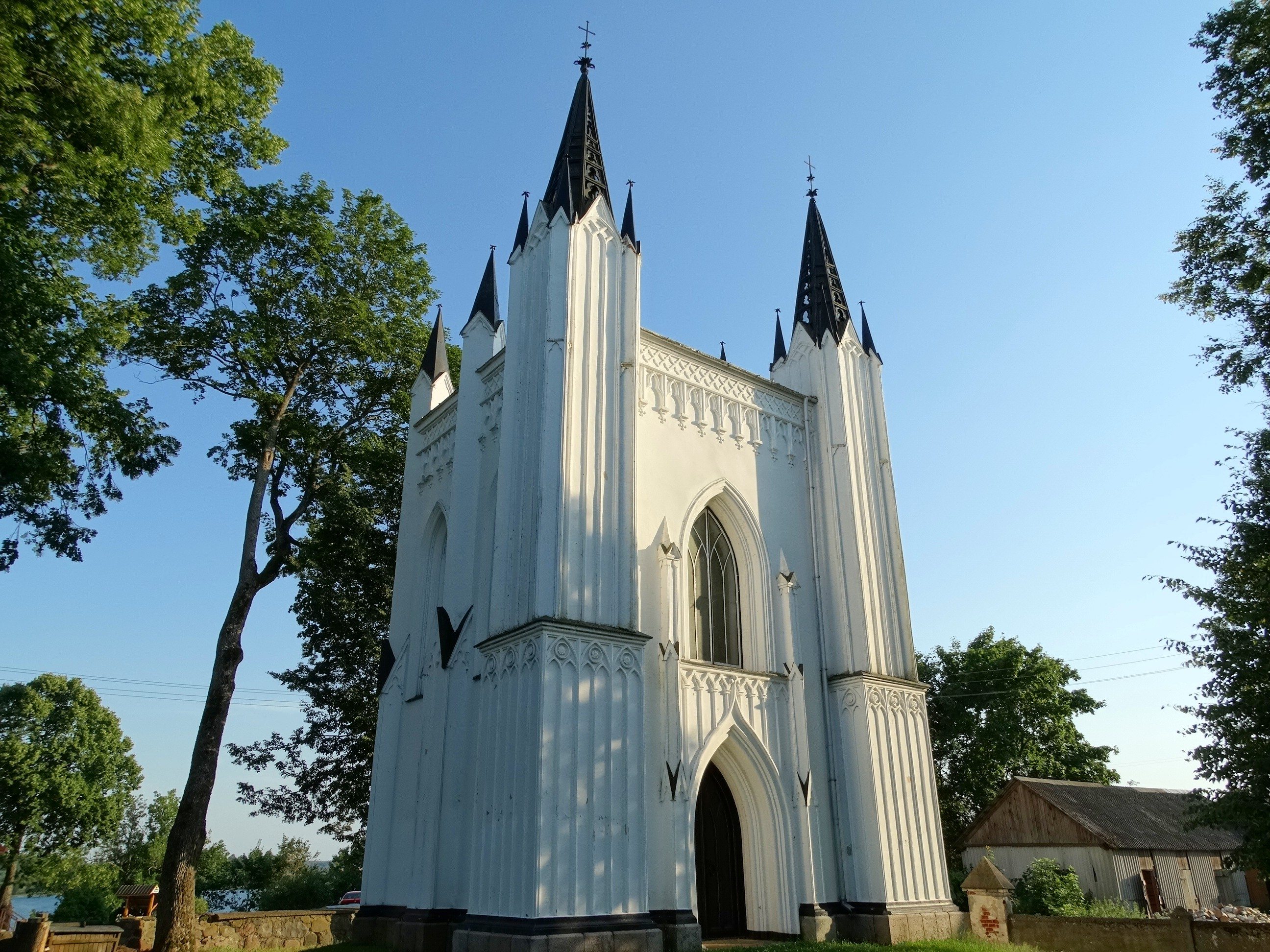
Kaplica grobowa Marii Morykoni